# Cristóbal de Talavera
Cristóbal de Talavera (m. Puebla de Zaragoza, 16 de octubre de 1731) fue un pintor novohispano, activo en la ciudad de Puebla de Zaragoza entre los siglos XVII y XVIII. Es el fundador de una importante familia de pintores que ejerció en esta ciudad durante el Siglo de las Luces.

## Biografía
Fue hijo de José Ruiz de Talavera y de Juana de Aguilar. El 24 de julio de 1698, contrajo matrimonio con la poblana María Zenteno. Los documentos matrimoniales de uno de sus hijos apuntan a que el pintor volvió a casarse posteriormente con María Rodríguez.
Falleció el 16 de octubre de 1731 y su cuerpo fue enterrado en el Templo de San Roque en la ciudad de Puebla.

## Obras personales

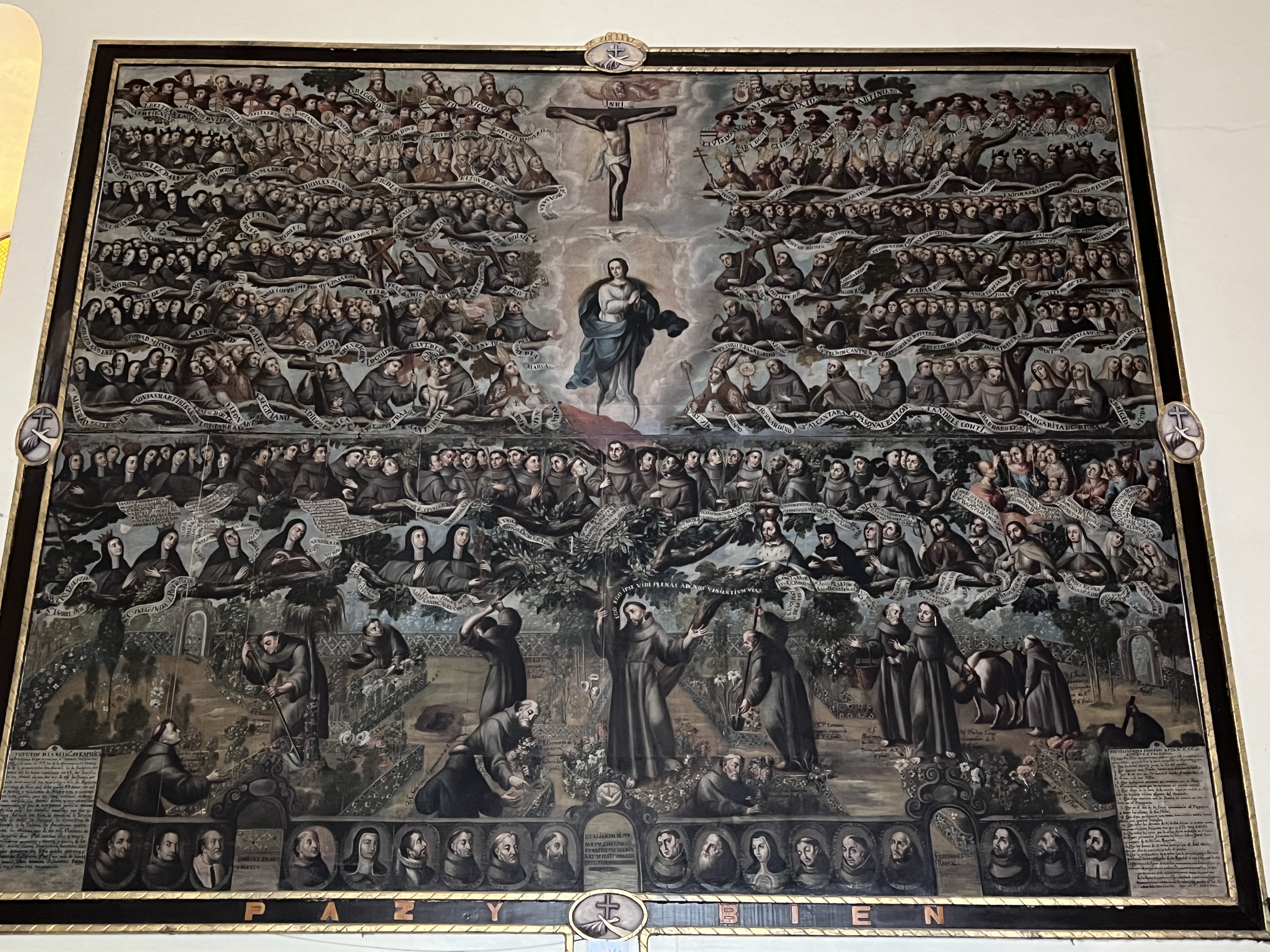
Obra que representa el linaje de san Francisco, atribuida a Cristóbal de Talavera

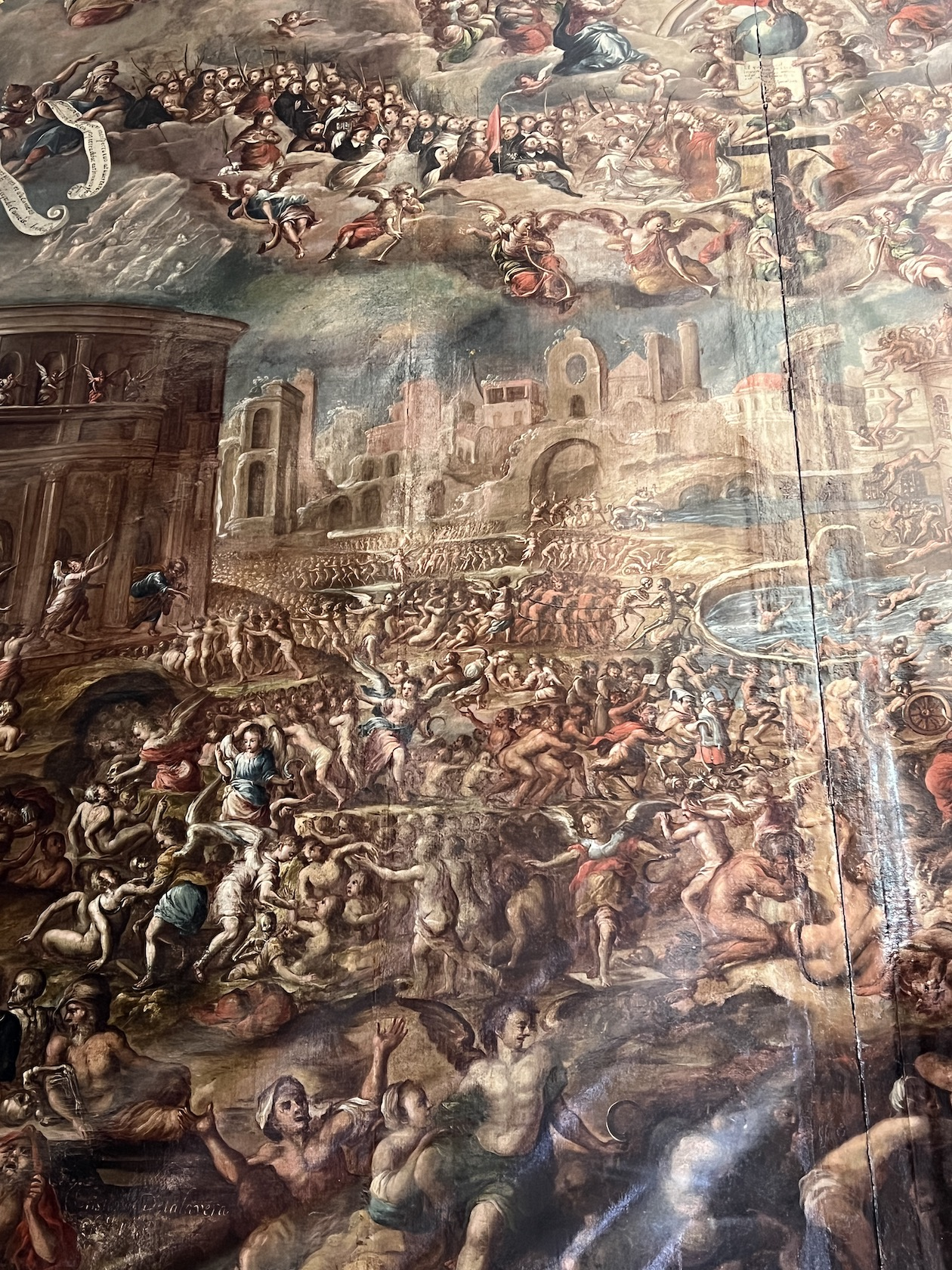
Fragmento del Juicio Final (¿1726?) de Cristóbal de Talavera

Quizá la pieza más conocida de Talavera sea su monumental linaje o genealogía de san Francisco (c. 1731), que se encuentra en la antesacristía del Templo conventual de San Francisco (Puebla).
Otra obra impresionante de este pintor representa el Juicio Final (¿1726?), y se encuentra en el sotacoro de la iglesia Santa Bárbara de Almoloya en San Andrés Cholula.
El Museo Universitario de Puebla (ubicado en la Casa de los muñecos) resguarda por su parte un retrato realizado por Talavera en 1730 del jesuita Baltasar Álvarez, confesor de Teresa de Jesús, en el que se percibe una figura identificable con el célebre obispo y virrey Juan de Palafox. 
Esta misma institución alberga un par de cuadros curiosos que se atribuyen igualmente a Talavera, en donde figuran respectivamente peronajes calificados de «locos» y unos niños:

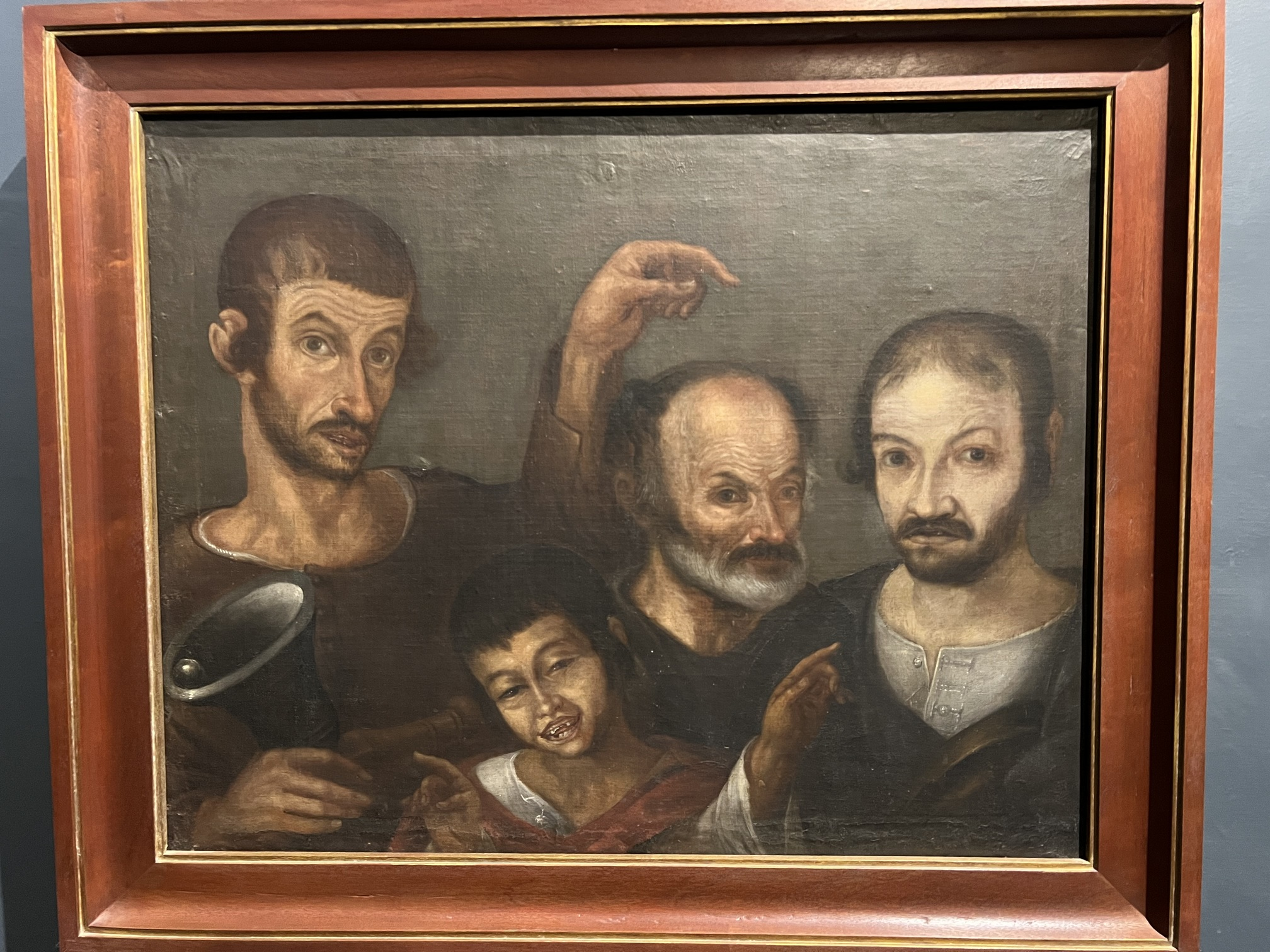
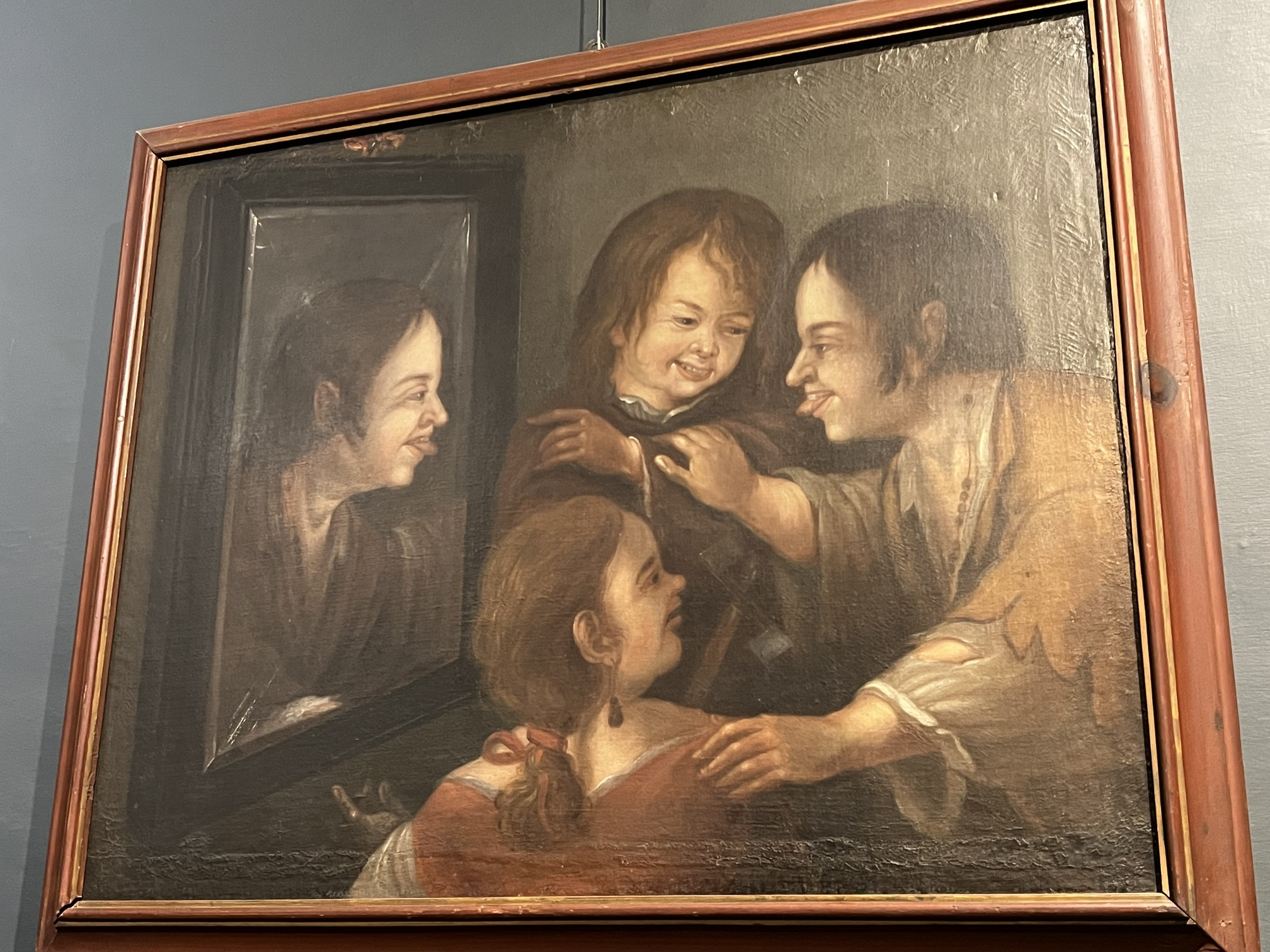

## Obras de sus hijos
El Museo Regional de Cholula alberga algunas obras realizadas por los hijos de Cristóbal de Talavera:

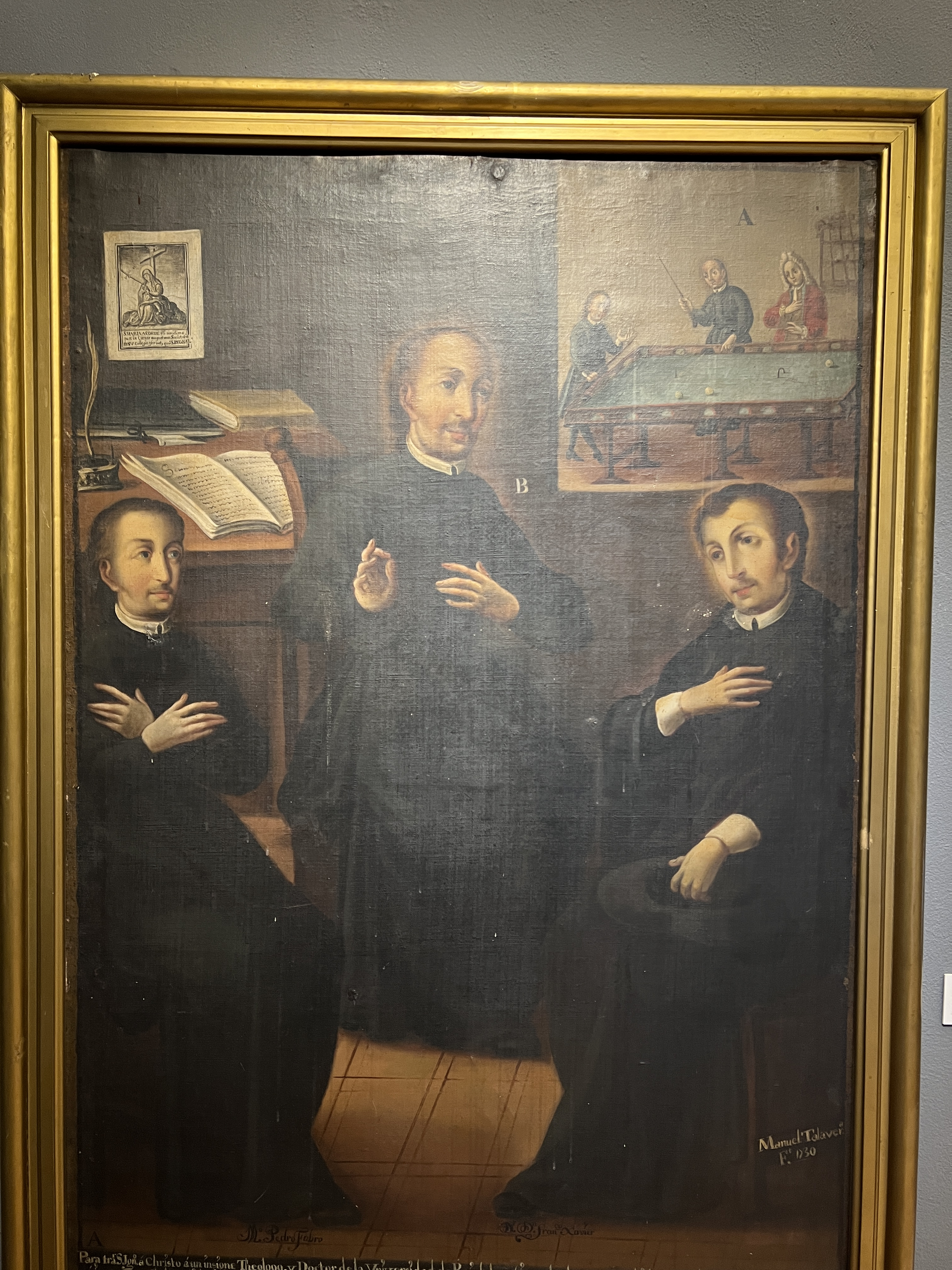
San Ignacio con san Francisco Javier y san Pedro Fabro (firmado Manuel Talavera), 1730
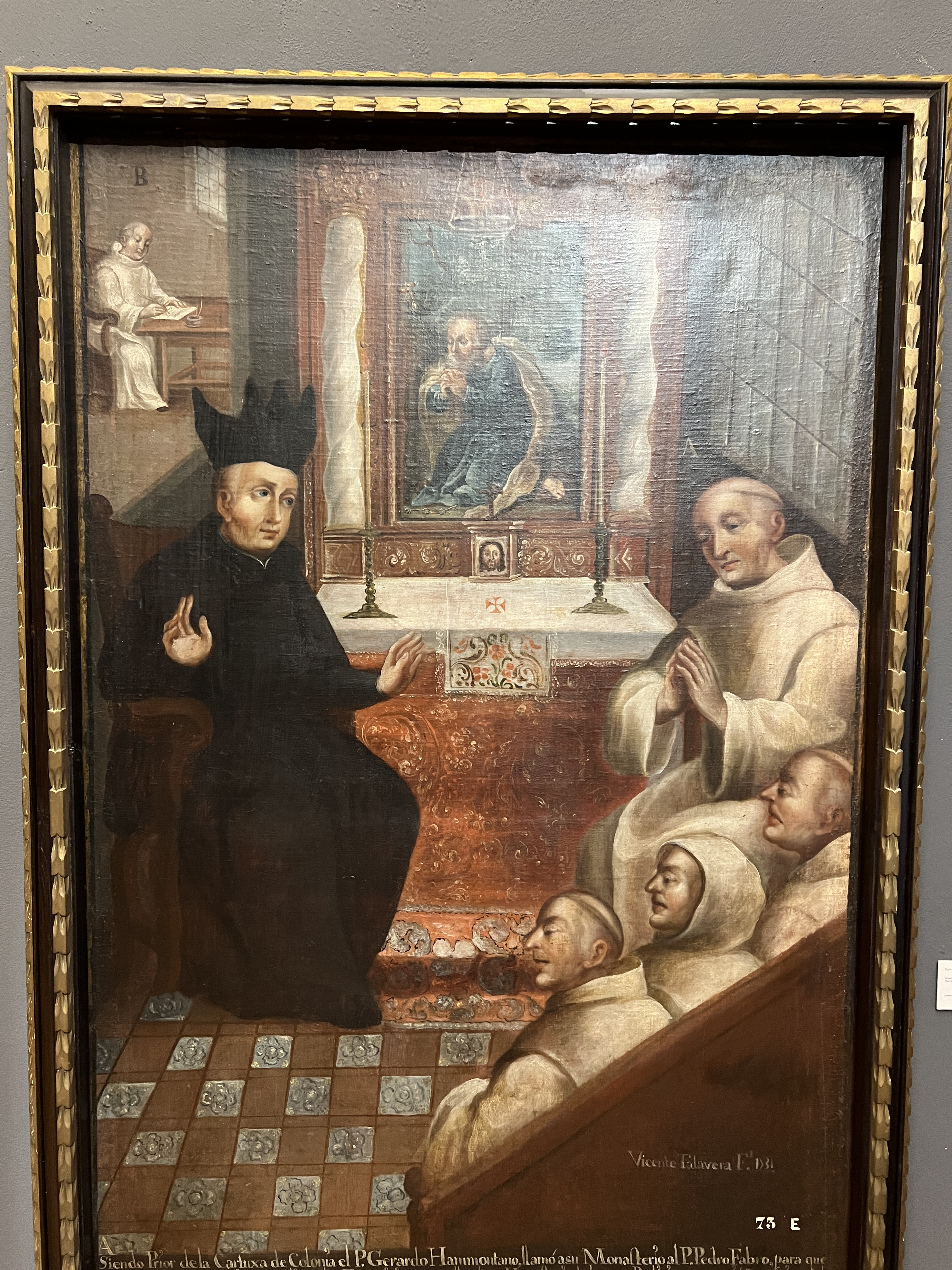
San Pedro Fabro (firmado Vicente Talavera), 1731
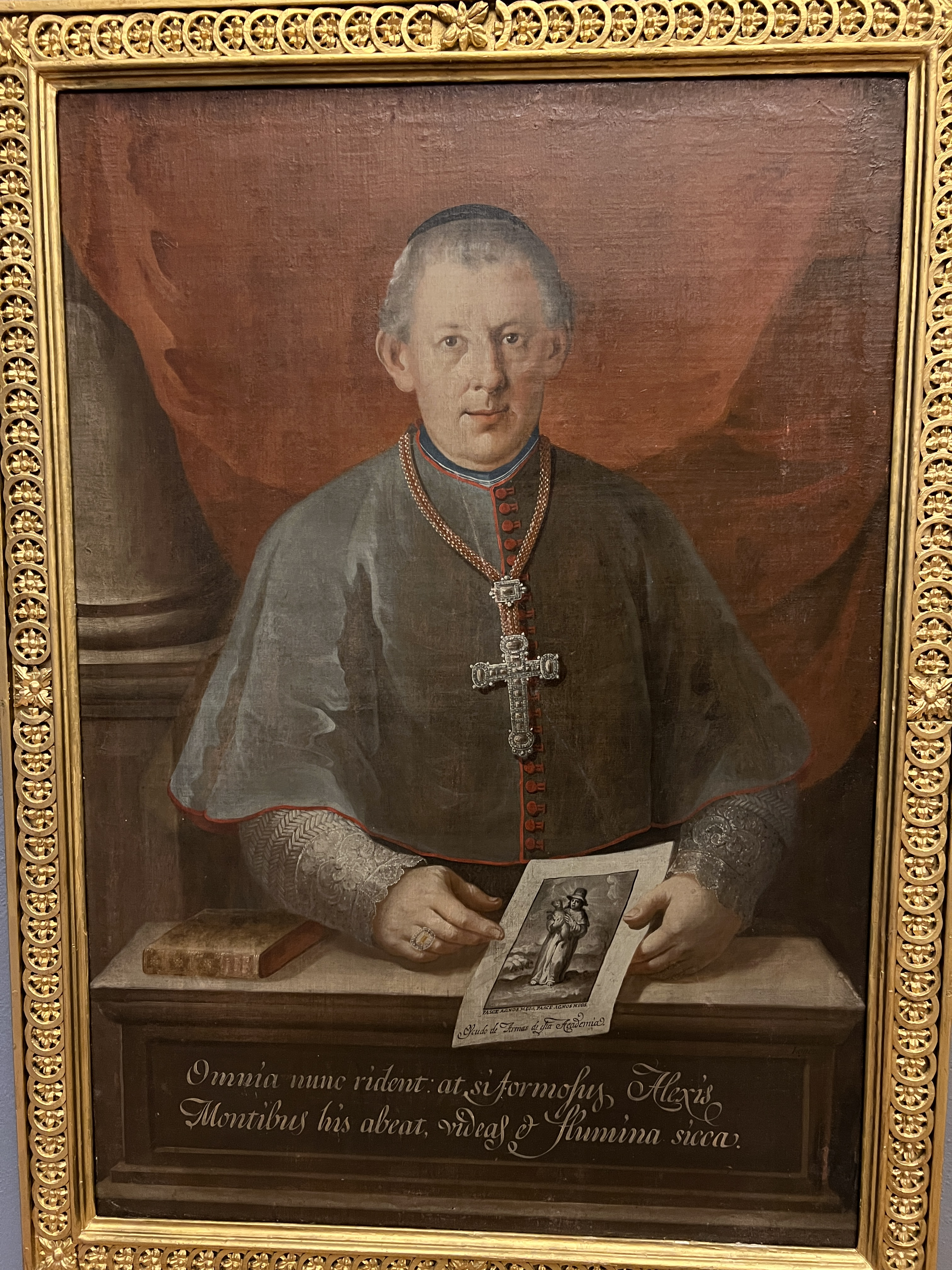
Retrato del obispo Antonio Joaquín Pérez Martínez y Robles, atribuido a Vicente Manuel Talavera (sin fecha)